# Lennart Klackenberg
Stig Lennart Klackenberg, född 27 februari 1931 i Stockholm, är en svensk diplomat.
Klackenberg är fil.kand och civilekonom. Han blev budgetsekreterare i Finansdepartementet 1962 och kansliråd där 1965. Klackenberg blev departementsråd 1967 och utrikesråd 1970 samt statssekreterare och chef för Utrikesdepartementets (UD) u-avdelning samma år. Han var sekreterare i Brandtkommissionen 1978-1979 och utredningssekreterare i den socialdemokratiska riksdagsgruppen 1981-1982. Klackenberg var chef för Importkontoret för u-landsprodukter (Impod) 1983-1985 och ambassadör i UD från 1983. Han blev 1992 Stockholmsbaserad ambassadör för Port-au-Prince, Belmopan, Georgetown, Santo Domingo, Castries, Paramaribo, Saint George's, Kingston samt Roseau och Saint John's.